# Serge Bacou
Serge Bacou (Tolosa, 20 febbraio 1947) è un pilota motociclistico francese ritiratosi dall'attività agonistica, specializzato nei rally raid, diverse volte nella top ten alla Dakar e vincitore di 13 tappe.

## Biografia
Proveniente dal motocross, sport nel quale è stato più volte campione di Francia, vanta numerose partecipazioni al Rally Dakar, gara che lo ha sempre affascinato nonostante l'abbia affrontata a fine carriera, ma sempre con grande generosità, ha infatti vinto un numero considerevole di tappe, tredici, ed è più volte stato in testa alla classifica generale, come l'edizione 1985, quando, all'età di 37 anni, fu costretto al ritiro per un errore di navigazione.
Data la sua grande esperienza, ma soprattutto la sua stazza, nell'ambiente si è guadagnato il nomignolo Le grand Serge.

## Palmarès

### Rally Dakar
Le Grand Serge vanta alla Dakar, un podio e sei piazzamenti nella top ten, oltre alle 13 vittorie di tappa.
| Anno | Mezzo  | Pos. | Tappe |
| ---- | ------ | ---- | ----- |
| 1981 | Yamaha | 2º   | 3     |
| 1982 | Yamaha | Rit. | 1     |
| 1983 | Yamaha | 5º   | 2     |
| 1984 | Yamaha | 9º   | 5     |
| 1985 | Yamaha | Rit. |       |
| 1987 | Cagiva | 7º   | 2     |
| 1988 | Cagiva | 10º  |       |
| 1989 | Cagiva | 10º  |       |

### Altri risultati

#### Motocross
- 7 titoli di campione di Francia di motocross (1971 classe 250, 1971, 1972, 1973, 1974, 1976 e 1977 classe 500).[4]

#### Enduro
1980
- all'Enduro du Touquet[5]

#### Rally raid
1983
- al Rally dell'Atlas

1984
- al Rally dell'Atlas
- al Baja España-Aragón